# سریر آتش
تاج و تخت آتش (به انگلیسی: The Throne of Fire) جلد دوم مجموعه وقایع نگاری کین اثر ریک ریوردن است.
تاج و تخت آتش توسط انتشارات تایتان در تاریخ ۴ می ۲۰۱۰ چاپ شده است.